# 小行星3860
小行星3860（英語：3860 Plovdiv）是一颗围绕太阳公转的小行星。1986年8月8日，艾瑞克·怀特·埃尔斯特、V. G. Ivanova在斯莫梁发现了此天体。
这颗小行星的绝对星等为44.37962502691853等。